# クポン駅
クポン駅（クポンえき、マレー語:Stesen Komuter Kepong）はマレーシアのクアラルンプールクポンにある、マレー鉄道KTMコミューターポート・クラン線の駅。

## 歴史
- 1892年11月7日 - 駅開業。（ラワン - クアラルンプール間の開業による）
- 1995年8月14日 - KTMコミューター ラワン - クアラルンプール間運行開始。

## 駅構造
相対式ホーム2面2線をもつ地上駅である。駅舎は北東側にあり、下りホームに面している。上りホームとは構内の跨線橋で結ばれている。上下線の線路2本の間に通過線が2本ある。

## 駅周辺
周辺はコンドミニアムやリンクハウスと呼ばれる集合住宅が立ち並ぶ住宅街であり、主に華人が居住している。駅から距離は離れるが、ジャラン・クポン沿いにはカルフール、ジャスコなど郊外型ショッピングセンターが軒を連ねる。また、中華系の料理店や屋台が多いのも特徴で、日曜日の夕方には台湾で見られるような夜市が開かれ、多くの客で賑わう。

## 隣の駅
マレー鉄道
2 ポート・クラン線
クポン・セントラル駅 - クポン駅 - スガンブ駅